# Erimha
Erimha – kanadyjski zespół deathmetalowy założony w styczniu 2010 roku w Montrealu. Nazwa zespołu w języku sumeryjskim oznacza armię. Tematyką ich utworów jest mitologia, wojna oraz ludzkość.

## Dyskografia
- Irkalla (2010)
- Reign Through Immortality (2013)
- Thesis ov Warfare (2015)